# نظام‌نامه دارویی بین‌الملل
نظام‌نامه دارویی ملی (National Drug Code) یک سلسله قوانین شناسایی محصولات دارویی جهانی می‌باشد که توسط آمریکا به منظور شناسایی دارویی‌هایی که برای انسان‌ها استفاده می‌شوند (در مقابل داروهای دام‌پزشکی) بنیان گذاشته شده‌است. سیاهه برداری دارویی در سال ۱۹۷۲ به فهرست داروهای ثبت شده از جانب اداره مواد غذائی و داروئی ایالات متحده آمریکا نیاز داشت تا هر چه بهتر به شناسایی اقسام دارویی، شرکت‌های تولیدکننده، تدارک بیننده‌ها، پخش‌کننده‌ها و… بپردازد.

## قالب نظام‌نامه دارویی ملی
قالب رمزهای نظام‌نامه (NDC) به صورتی منحصربه‌فرد و تخصصی برای این منظور طراحی شده‌است. این رمزها در ۱۰-رقم و ۳-بخش به فهرست محصولات دارویی در زیرگروه ۵۱۰ آمریکا در بخش‌های غذا، دارو و محصولات آرایشی اختصاص می‌یابند. این شماره‌ها مشخص‌کننده طبقه‌بندی‌کننده، فروشنده، محصول و اندازه غالب پکیج تجارتی دارو می‌باشند.
قسمت اول برچسب، از طرف FDA اختصاص می بابد. قسمت دوم کد محصول می‌باشد که شامل میزان قدرت، مقدار استعمال دارو و فرمول دارویی برای تولیدکننده‌های مخصوص می‌باشد. قسمت سوم، مشخص‌کنندهٔ اندازهٔ پکیج دارو می‌باشد. هر دو قسمت محصول و غالب از جانب کارخانهٔ تولیدی تعیین می‌شوند.
طرح کلی NDC به یکی از صور پیشرو می‌باشد:
- ۲-۴-۴
- ۲-۳-۵
- ۱-۴-۵

که هر کدام از صور فوق یک نوع بارکد منحصربه‌فرد خواهند داشت که بر اساس سیستم رمز خوان UPC-A یا EAN-۱۳ خواهد بود (شماره‌های یادآوری‌کننده نظام‌نامه به علاوهٔ اعداد کنترل)

## پیوندهای دیگر
- اداره مواد غذائی و داروئی ایالات متحده آمریکا
- بارکد